# Neo-primitivismo
Il neo-primitivismo è stato un movimento artistico russo che prese il nome dal pamphlet di 31 pagine Neo-primitivizm, di Aleksandr Ševčenko. Nell'opuscolo Ševčenko propone un nuovo stile di pittura moderna che fonde elementi di Cézanne, cubismo e futurismo con convenzioni e motivi tradizionali dell'arte popolare russa, in particolare le icone russe e il lubok.

## Artisti neo-primitivi
Tra gli artisti russi collegati al neo-primitivismo figurano:
- David Burljuk
- Vladimir Burljuk
- Marc Chagall
- Pavel Filonov
- Natal'ja Gončarova
- Michail Larionov
- Kazimir Malevič
- Aleksandr Ševčenko
- Igor' Stravinskij